# West Coast blues

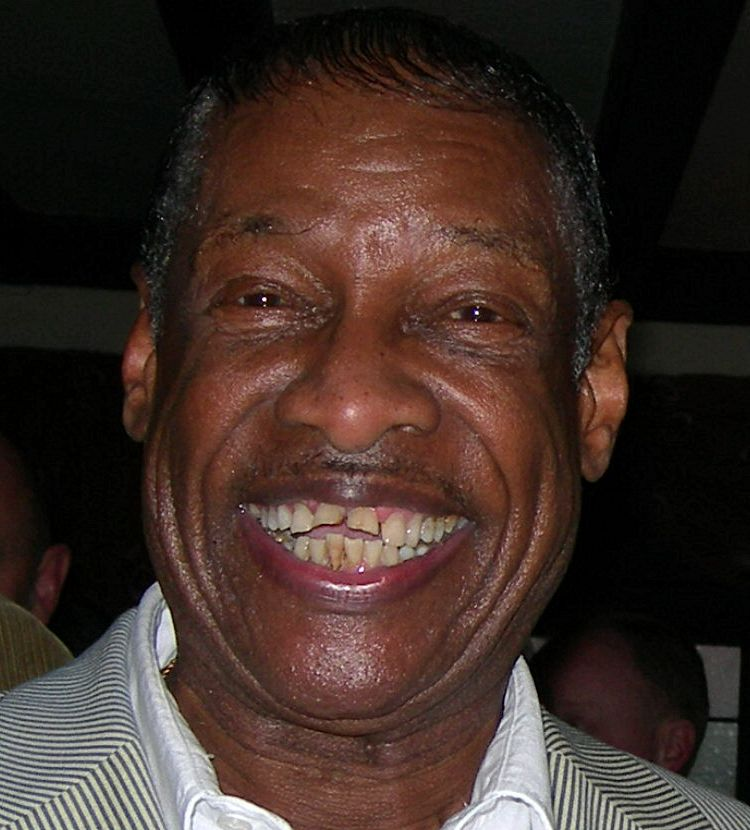
Little Willie Littlefield

El West Coast blues es un tipo de música blues influenciada por el jazz y el jump blues; sus principales características son la utilización del piano y los "solos" de guitarra influenciados por el jazz. Este estilo nació tras la migración de guitarristas de Texas blues hacia California.  

## Intérpretes destacados
- Charles Brown
- Roy Brown
- Pee Wee Crayton
- Mercy Dee Walton
- Floyd Dixon
- Lowell Fulson
- Cecil Gant
- Peppermint Harris
- Roy Hawkins
- Duke Henderson
- Ivory Joe Hunter
- Saunders King
- Little Willie Littlefield
- Percy Mayfield
- Jimmy McCracklin
- Amos Milburn
- Roy Milton
- Jimmy Nelson
- Johnny Otis
- James Reed
- Joe Turner
- Cleanhead Vinson
- J. W. Walker

- Datos: Q177447